# Ашбертон (Новая Зеландия)
Ашбертон (англ. Ashburton) — город и одноимённый округ в новозеландском регионе Кентербери.

## Название
Ашбертон был назван землемером Новозеландской земельной ассоциации Джозефом Томасом в честь Фрэнсиса Баринга, 3-го барона Ашбертона, члена Кентерберийской ассоциации, которая была ответственна за создание британской колонии в Кентербери.

## География

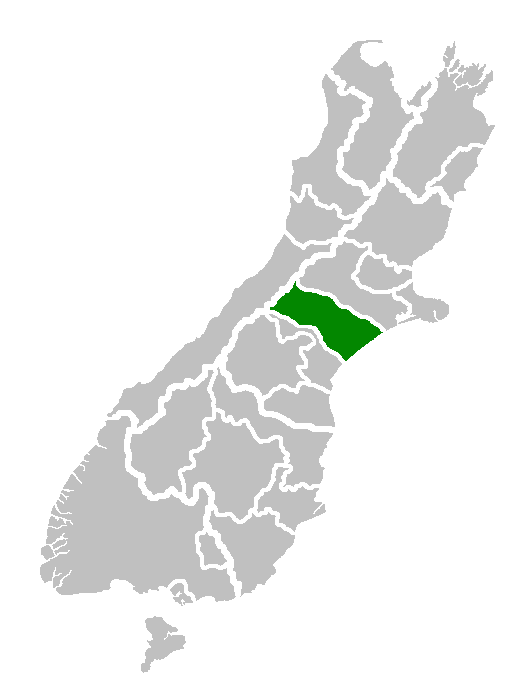
Карта округа Ашбертон.

Город Ашбертон расположен в 86 км к югу от города Крайстчерч. Через центр города проходит железная дорога, однако пассажирские перевозки по ней были прекращены в 2002 году. Ашбертон является центром крупного сельскохозяйственного и пастбищного округа, расположенного на Кентерберийской равнине. Основной отраслью промышленности города — пищевая (производство сливочного масла, муки и др.), хотя также имеются несколько крупных промышленных предприятий (деревообработка, единственный в Новой Зеландии завод по производству автобусов, крупнейший в мире производитель прялок). У города есть большой пригород, Тинуолд, расположенный к югу от Ашбертона.
Округ Ашбертон простирается от побережья Тихого океана до Южных Альп и от реки Рангитата до реки Ракаиа. На его территории расположены города Метвен, Маунт-Сомерс и Ракаиа. Площадь округа — 6187,4 км².

## История

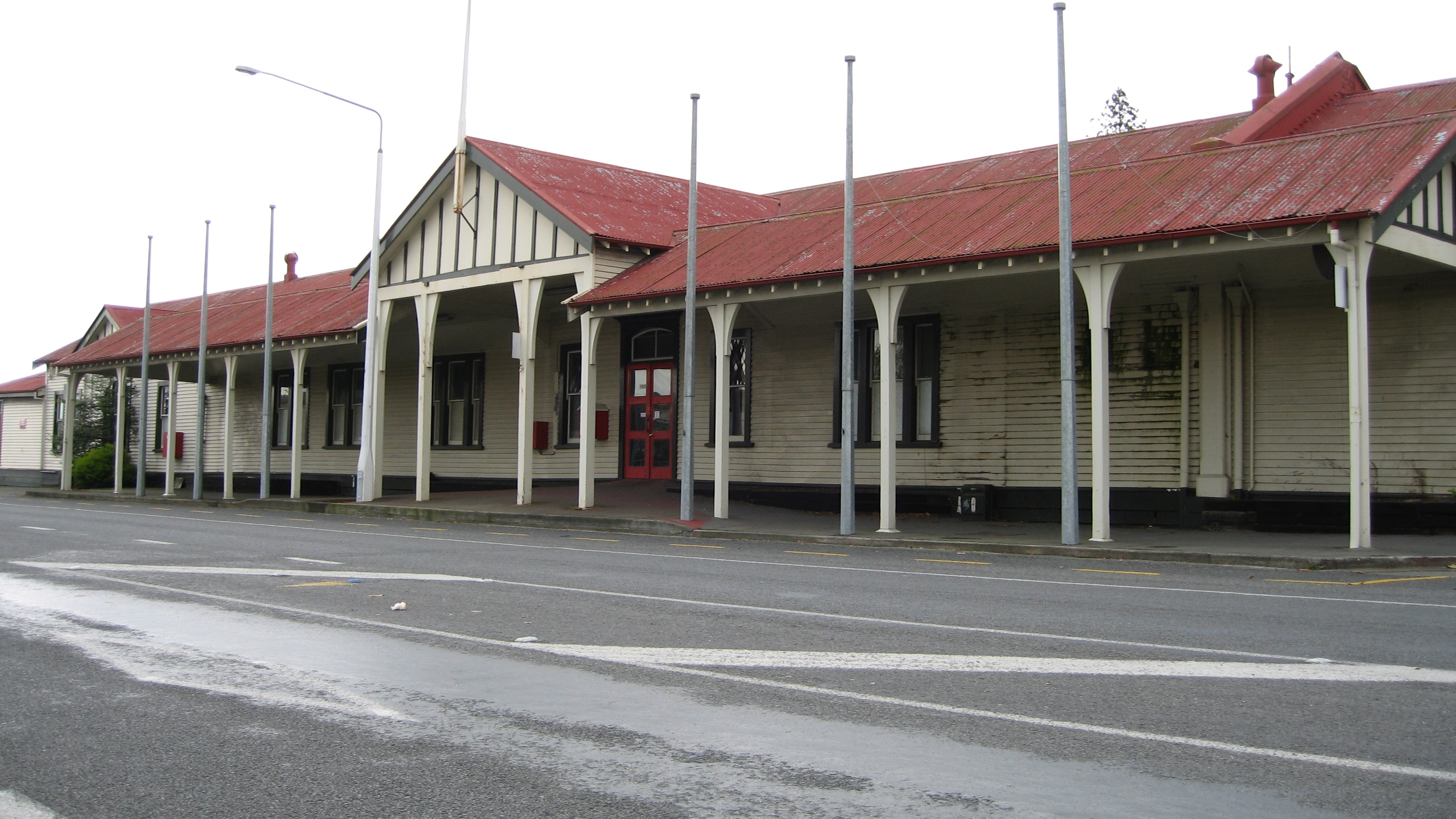
Железнодорожная станция Ашбертона.

Коренными жителями района, на территории которого расположены округ и город Ашбертон, были представители новозеландского народа маори. Европейское освоение местности началось только в XIX веке, а сам город расположился на землях, раньше принадлежавших Кентерберийской ассоциации. Датой основания Ашбертона считается 1858 год, когда Уильям Тёртон вместе со своей семьёй открыли на северном берегу реки Ашбертон гостевой дом.
Постепенно город разрастался и окрестности превращались в сельскохозяйственные поля и пастбища. В 1872 году в Ашбертоне была открыта школа, а в 1876 году был создан графский совет Ашбертона. В 1878 году Ашбертон получил статус боро. В 1989 году совет боро и графства были объединены в окружной совет Ашбертона.

## Население

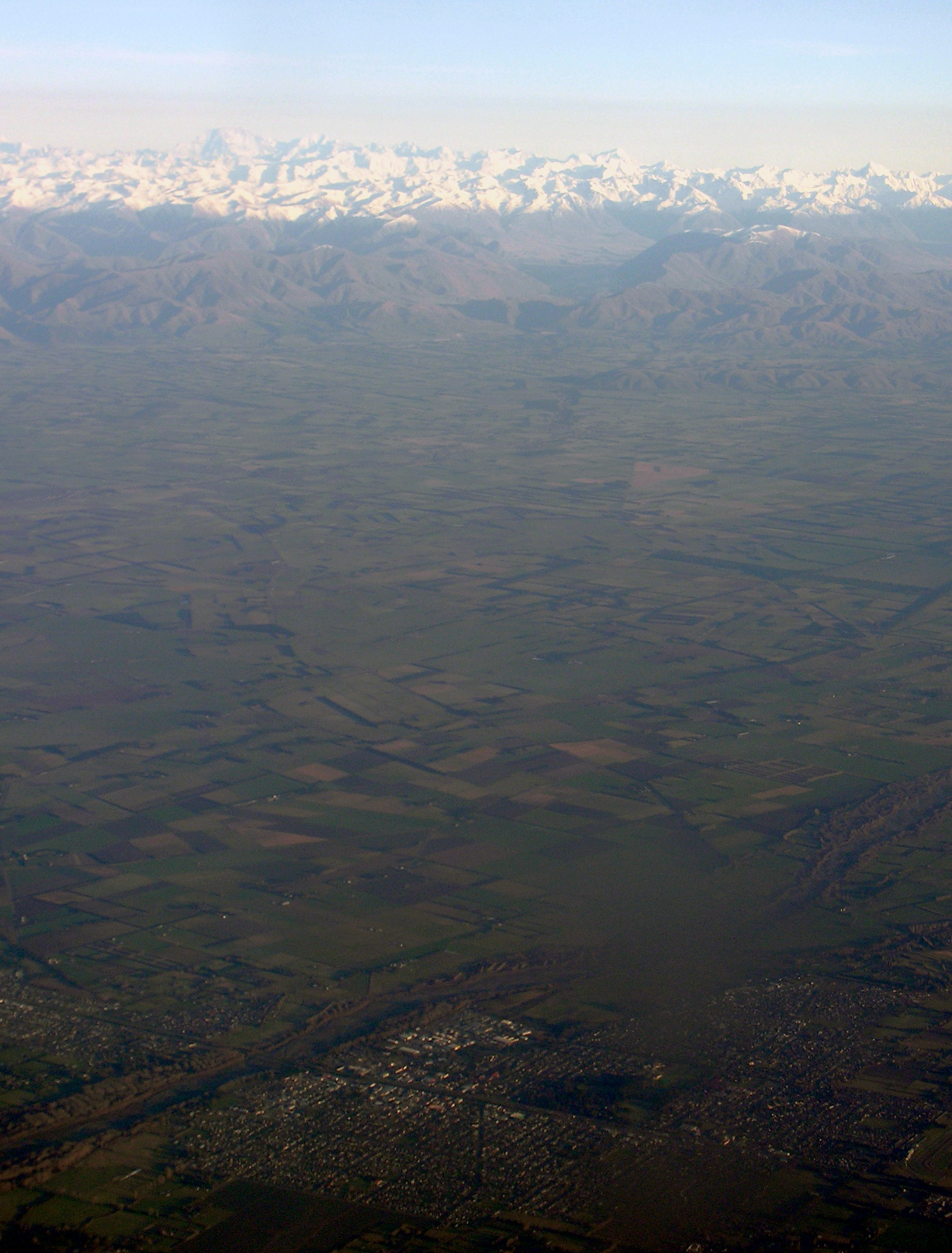
Снимок города и близлежащих Южных Альп с воздуха.

Ашбертон является третьим по величине городом в Кентербери, после городов Крайстчерч и Тимару.
По данным переписи населения 2006 года, в округе проживало 27 372 жителя, что на 1929 человек, или 7,6 %, больше, чем было зарегистрировано в ходе переписи 2001 года.
Показатели по половым категориям в округе были следующие: 13 767 мужчин и 13 605 женщин. Показатели по возрастным категориям: 20,7 % жителей до 15 лет, 16,3 % жителей старше 65 лет. Средний возраст составлял 39,8 года. Средний возраст представителей народа маори составлял 20,1 года. Среди них доля жителей младше 15 лет составляла 38,6 %, старше 65 лет — 3,5 %.
Расовый состав населения был 82,2 % европейцев, 6,1 % маори, остальные — представители народов Океании и азиаты. Доля латиноамериканцев и африканцев была незначительной. Доля жителей, родившихся за рубежом составляла, 10,5 %. Из иностранцев преобладали выходцы из Великобритании. Основным языком общения в городе был английский язык. Другой по распространённости язык — маори (им владело 1,1 % всего населения округа, или 10,9 % представителей коренного новозеландского народа маори).
Доля семей, в которых были дети, составляли 41,2 % жителей; доля бездетных семей — 48,4 %; доля неполных семей с хотя бы одним ребёнком — 10,5 %. Домашние хозяйства из одной семьи составляли 71 % всех домашних хозяйств Ашбертона. Средний размер домашнего хозяйства — 2,5 человека. 55 % хозяйств имели доступ в Интернет, 92,7 % — домашний телефон, 74,2 % — мобильный телефон.
Средний доход на человека старше 15 лет — NZ$ 24 400. Доля жителей старше 15 лет, средний доход которых NZ$ 20 000 или ниже, составлял 42,2 %, а для жителей, доход которых выше NZ$ 50 000, — 13,8 %. Уровень безработицы в Ашбертоне в 2006 году достигал 2,2 %.

## Персоналии
- Иден, Дороти — писательница.
- Шипли, Дженни — 36-й Премьер-министр Новой Зеландии (1997-1999).